# 盛岡市道上田深沢線
盛岡市道上田深沢線（もりおかしどううえだふかざわせん）は、国道4号（盛岡バイパス）高松二丁目交差点から松園ニュータウン方面へ通じる幹線一級市道である。正式名称（盛岡市側の管理路線名）は「本町通二丁目小鳥沢2号線」。通称名「黒石野通り」または「黒石野線」。

## 概要
旧奥州街道（陸羽街道）ルートのひとつで道幅はかつて狭かったが、松園ニュータウン造成に伴い1985年までに片側2車線へと拡幅され、沿道人口及び交通量が急増した。旧奥州街道の名残の一つ「上田一里塚（岩手県指定の史跡）」と「奥州街道松並木」がアネックスカワトク前（旧ドミニカン修道院跡地）にあり、地元住民（町内会）が手厚く管理している（毎年7月第3土曜・日曜に「一里塚まつり」を開催）。なお上田一里塚の巨木は2004年8月の台風21号通過により折れる被害を受け、その翌年に地元町内会が幼木を植樹。2005年7月23日に（「一里塚まつり」内で）そのセレモニーを行った。
松園以北は同じ盛岡市道でも「盛岡市道黒石野門前寺線」と称する。こちらはかつて（玉山村時代）未舗装かつ急勾配の悪路だったが、東北新幹線盛岡駅以北延伸に合わせて2002年までに片側1車線・全面舗装の道路に拡幅、併せて急勾配の緩和と線形改良を行った（市町村道整備代行事業の一環として岩手県が整備）。これにより慢性的な渋滞が著しい国道4号及び国道455号のバイパス道路としても機能するようになり（当線は平日朝ラッシュ時を除けば渋滞する事が殆ど無く、特に玉山以北へ行く場合は国道4号上堂・厨川・巣子・分かれ地区を通るより短距離となり時間の節約になる）、盛岡市松園地区と日戸・渋民・滝沢市方面との結びつきが強まると共に、高松二丁目地区と渋民地区の車の流れを大きく変える道路となった。このため沿道住民の間で県道昇格運動が小規模ながら展開されているが、県の台所事情が苦しいため当面は市道のままとなる見通し。
盛岡市中心部寄りでは岩手県交通バスの路線バス「上田線（盛岡バスセンター行）」「駅上田線（盛岡駅前行）」が頻繁に運行されており（盛岡市内で最も多い本数、管轄は松園営業所）、松園地区ゾーンバス事業の一環として、市内中心部とを結ぶ基幹バスと松園団地内をこまめに回る支線バスとの乗り継ぎ拠点である「松園バスターミナル」がある。かつては沿道の黒石野二丁目地区に岩手県交通黒石野営業所が置かれていたが、現在は松園営業所となって三ツ割字大平地区（国道455号沿い）に移転。跡地には緑が丘地区活動センターとテニスコートが建設された。

## 起点と終点
- 起点 : 高松二丁目交差点（国道4号盛岡バイパス及び本町通との交点。旧奥州街道ルートの起点は一つ東側の「高松の池口NHK前」・国道46号との交点）
- 終点 : 上田字松屋敷、サンタウン松園西口T字路（これ以北は「盛岡市道黒石野門前寺線」として岩手県道16号盛岡環状線を介し、渋民方面へと続く）
- 途中で交差する道路
  - 盛岡市道箱清水一丁目・厨川一丁目1号線（高松三丁目・北日本銀行緑が丘支店前十字路）
  - 盛岡市道上の橋三ツ割緑が丘線（緑が丘一丁目・岩手県営野球場西口T字路）
  - 盛岡市道四十四田東黒石野線（東黒石野十字路）
  - 盛岡市道松園中央線（松園交番前十字路）

## 特徴
朝の通勤・通学時間帯における渋滞緩和と路線バス利便性向上策として、日曜・祝日を除く毎朝7:00～9:00までバス専用レーン規制を（開始当初は黒石野二丁目・岩脇団地口十字路から高松四丁目Y字路まで。その後2001年7月23日よりゾーンバス実施に伴い、区間を基幹バスが走る東黒石野十字路まで延長）、さらに1991年より中央線変移規制（リバーシブルレーン）を、いずれも岩手県内で唯一実施している（緑が丘一丁目T字路-高松二丁目十字路間、市内中心部へ向かう南行きを片側3車線、逆方向は片側1車線とする）。これらは両側合計4車線という環境だからこそできる施策である。なお、リバーシブルレーン可変標識とその取付門型は岩手県警が設置・管理しているため、市道でありながら「岩手県」のシールが貼られている他、通行出来ない車線であることを示す「×」標示は常時点滅している（中央線変移可変標識装置一式のメーカーはオムロン）。2016年3月21日限りで仙台市の広瀬河畔通における中央線変移規制が廃止されたため、当線は東北地方（東北管区警察局）で唯一の中央線変移規制実施路線となった。
途中岩手県立盛岡第三高等学校前十字路で厨川駅方面への盛岡市道箱清水一丁目・厨川一丁目1号線が分岐する。
2003年度からは各バス停に路線バス車両の現在位置を示すバスロケーションシステムと、路線バス通過に合わせて信号機の青時間を若干延ばすPTPS（公共車両優先システム）も導入。前者は盛岡市内全域のバス路線に導入されているが、後者はこの上田深沢線と中央通り（国道455号と岩手県道・秋田県道1号盛岡横手線）のみである（平日朝に運行される岩手県交通バス上田線・駅上田線の各急行バス車両にのみ適用）。
松園地区の旧ルートは岩手県立博物館寄りを通っているが、片側2車線化に伴い現ルートは松園ニュータウン中央部を縦貫する形に変わっている（急勾配を緩和）。
北上川を挟んで東北新幹線及びIGRいわて銀河鉄道・いわて銀河鉄道線と並行している。
最高速度は全区間50km/h。
毎年7月中旬~下旬に岩手県営野球場で開催されている夏の高校野球岩手大会の選手・応援団生徒・引率教諭を乗せた大型貸し切りバスは（岩手県高野連の指導により）、狭隘な片側1車線で急勾配が連続しバイパスが未整備（建設中）状態となっている三ツ割四丁目以南の国道455号ではなく、（道幅が広く渋滞の無い）当線及び盛岡市道上の橋三ツ割緑が丘線を経由するよう定められている（途中で右折したり横断歩道を渡らずに済むよう、行きは当線より緑ヶ丘一丁目T字路を右折して県営球場へ。帰りは片側2車線で整備されている松園経由で当線へ入る。バス待機場は旧盛岡競馬場跡地）。

## 管理者
- 盛岡市建設部道路管理課